# Aristarete
Aristarete, war eine antike griechische Malerin, wahrscheinlich im 4. oder 3. Jahrhundert v. Chr. tätig. Sie war die Tochter und Schülerin des Malers Nearchos und wird bei Plinius dem Älteren, Naturalis historia 35, 147 erwähnt. Sie soll ein Bildnis des Asklepios gemalt haben. 